# Hornstedtia reticulata
Hornstedtia reticulata är en enhjärtbladig växtart som först beskrevs av Karl Moritz Schumann, och fick sitt nu gällande namn av Karl Moritz Schumann. Hornstedtia reticulata ingår i släktet Hornstedtia och familjen Zingiberaceae. Inga underarter finns listade i Catalogue of Life.